# Hilton Dawson
Thomas Hilton Dawson, född 30 september 1953, är en brittisk politiker. Han var parlamentsledamot för Labour Party 1997-2005. Han representerade valkretsen Lancaster and Wyre och invaldes första gången 1997.  Han tillkännagav 2004 att han inte ämnade ställa upp i nästa parlamentsval och det lokala partiet utsåg Anne Sacks till ny kandidat för valkretsen.